# باشگاه فوتبال هونکا
اف سی هونکا یک باشگاه فوتبال فنلاندی مستقر در اسپو است. این باشگاه در سال ۱۹۵۷ با نام تاپیون هونکا تأسیس شد و در سال ۱۹۷۵ نام خود را به باشگاه فوتبال هونکا تغییر داد. این باشگاه در حال حاضر در لیگ برتر فوتبال فنلاند (Veikkausliiga) بازی می‌کند، که برای اولین بار در تاریخ خود در پایان فصل ۲۰۰۵ به آن صعود کرد.
اف سی هونکا به دلیل طرح گسترده جوانان خود با بیش از ۱۰۰۰ بازیکن جوان که در گروه‌های سنی مختلف بازی می‌کنند تا حد زیادی در فنلاند مشهور است. همچنین دارای یک تیم زنان در لیگ کانسالین است.

## بازیکنان کنونی
تا تاریخ ۷ مارس ۲۰۲۲.
| شماره |         | پست       | بازیکن                         |
| ----- | ------- | --------- | ------------------------------ |
| ۱     | روسیه   | دروازه‌بان | ماکسیم روداکوف (قرضی از رستوف) |
| ۴     | غنا     | مدافع     | محمد آدامز                     |
| ۵     | فنلاند  | مدافع     | هنری آلتو                      |
| ۶     | فنلاند  | هافبک     | جری ووتیلاینن                  |
| ۷     | فنلاند  | مدافع     | یوناس لوانن                    |
| ۸     | هلند    | هافبک     | کوین یانسن                     |
| ۹     | صربستان | مهاجم     | الکساندر کاتانیچ               |
| ۱۰    | برزیل   | هافبک     | لوکاس کافمن                    |
| ۱۱    | آلمان   | هافبک     | فلوریان کربس                   |
| ۱۲    | فنلاند  | دروازه‌بان | روپه پائونیو                   |
| ۱۴    | فنلاند  | مهاجم     | نیلو سارائیکیفی                |
| ۱۵    | غنا     | مدافع     | ادموند آرکو-منساه              |
| ۱۶    | فنلاند  | مدافع     | کونستا راسیموس                 |

| شماره |        | پست       | بازیکن                    |
| ----- | ------ | --------- | ------------------------- |
| ۱۷    | پرتغال | مدافع     | روی مودستو                |
| ۱۸    | فنلاند | مهاجم     | اگون سادیکو               |
| ۱۹    | فنلاند | هافبک     | ساکو هیسکانن              |
| ۲۰    | فنلاند | مدافع     | ماتیاس ریل                |
| ۲۱    | فنلاند | مدافع     | ویله کوسکی                |
| ۲۲    | فنلاند | مهاجم     | پائولی کتاجاماکی          |
| ۲۳    | کلمبیا | مدافع     | الدیر هرناندز             |
| ۲۴    | غنا    | مدافع     | نصیرو بناهنه              |
| ۲۵    | فنلاند | دروازه‌بان | ماتیاس اهلبلد             |
| ۳۳    | فنلاند | هافبک     | دوارتی تامیلهتو (کاپیتان) |
| ۸۱    | فنلاند | هافبک     | روپه پیسکانن              |
| ۸۸    | فنلاند | هافبک     | اتسو کوسکینن              |